# 1936 dans les parcs de loisirs
| Années des parcs de loisirs : 1933 - 1934 - 1935 - 1936 - 1937 - 1938 - 1939    |
| Décennies des parcs de loisirs : 1900 - 1910 - 1920 - 1930 - 1940 - 1950 - 1960 |

## Parcs d'attractions

### Ouverture
- Avonturenpark Hellendoorn ( Pays-Bas)
- Cypress Gardens ( États-Unis) Devenu Cypress Gardens Adventure Park en 2004. Ouvert au public le 2 janvier 1936.
- Foire comtoise de Besançon ( France)

## Attractions

### Montagnes russes
| Nom               | Type / Modèle | Constructeur                  | Parc              | Pays       |
| ----------------- | ------------- | ----------------------------- | ----------------- | ---------- |
| Wildcat           | Bois          | Philadelphia Toboggan Company | Elitch Gardens    | États-Unis |
| Yankee Cannonball | Bois          | Philadelphia Toboggan Company | Canobie Lake Park | États-Unis |

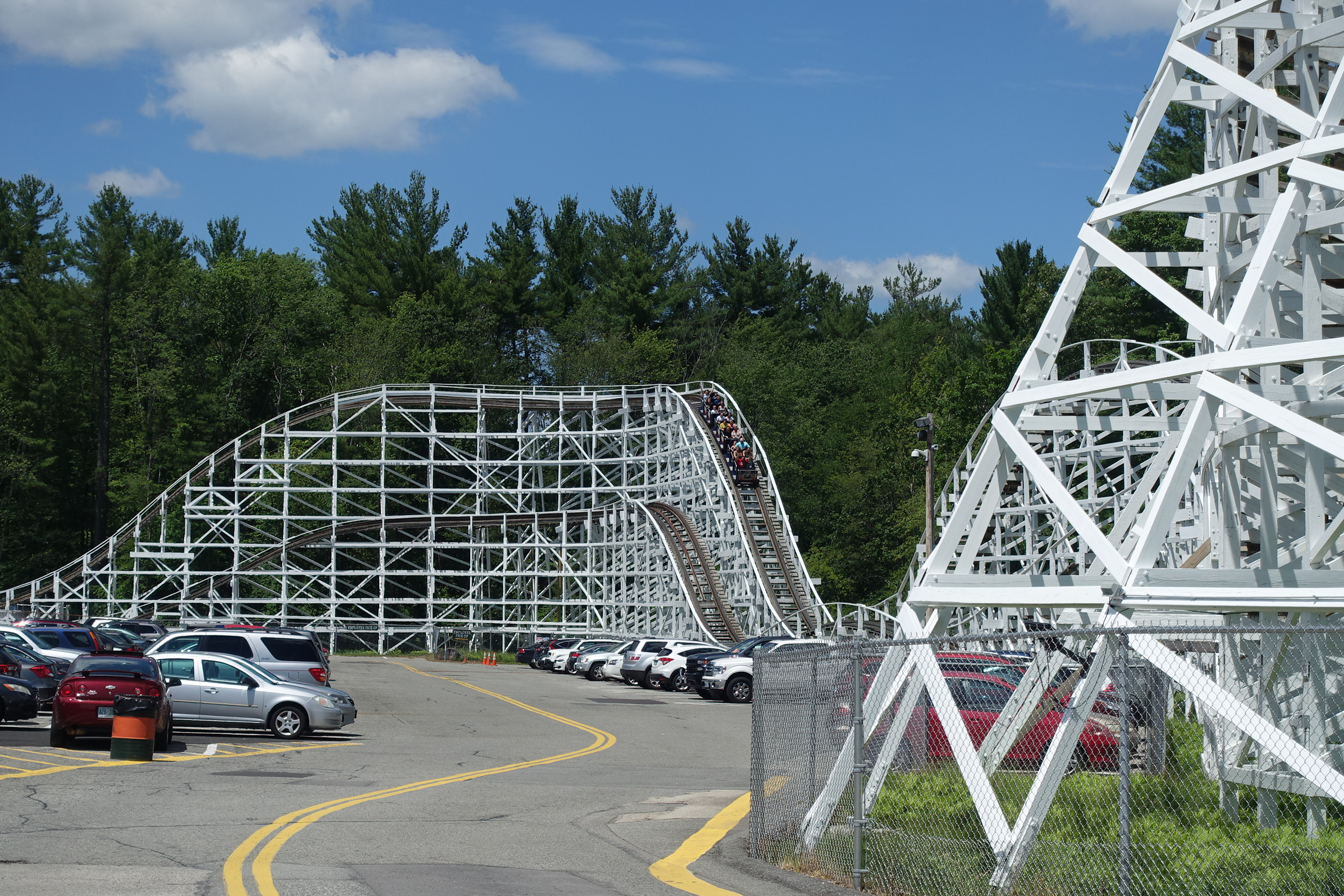
Yankee Cannonball à Canobie Lake Park

### Autres attractions
| Nom             | Type / Modèle  | Constructeur                  | Parc                  | Pays       |
| --------------- | -------------- | ----------------------------- | --------------------- | ---------- |
| Carousel        | Carrousel      | Philadelphia Toboggan Company | Elitch Gardens        | États-Unis |
| The Ghost Train | Train fantôme  |                               | Luna Park (Melbourne) | Australie  |
| Noah's Ark      | Palais du Rire | Philadelphia Toboggan Company | Kennywood             | États-Unis |

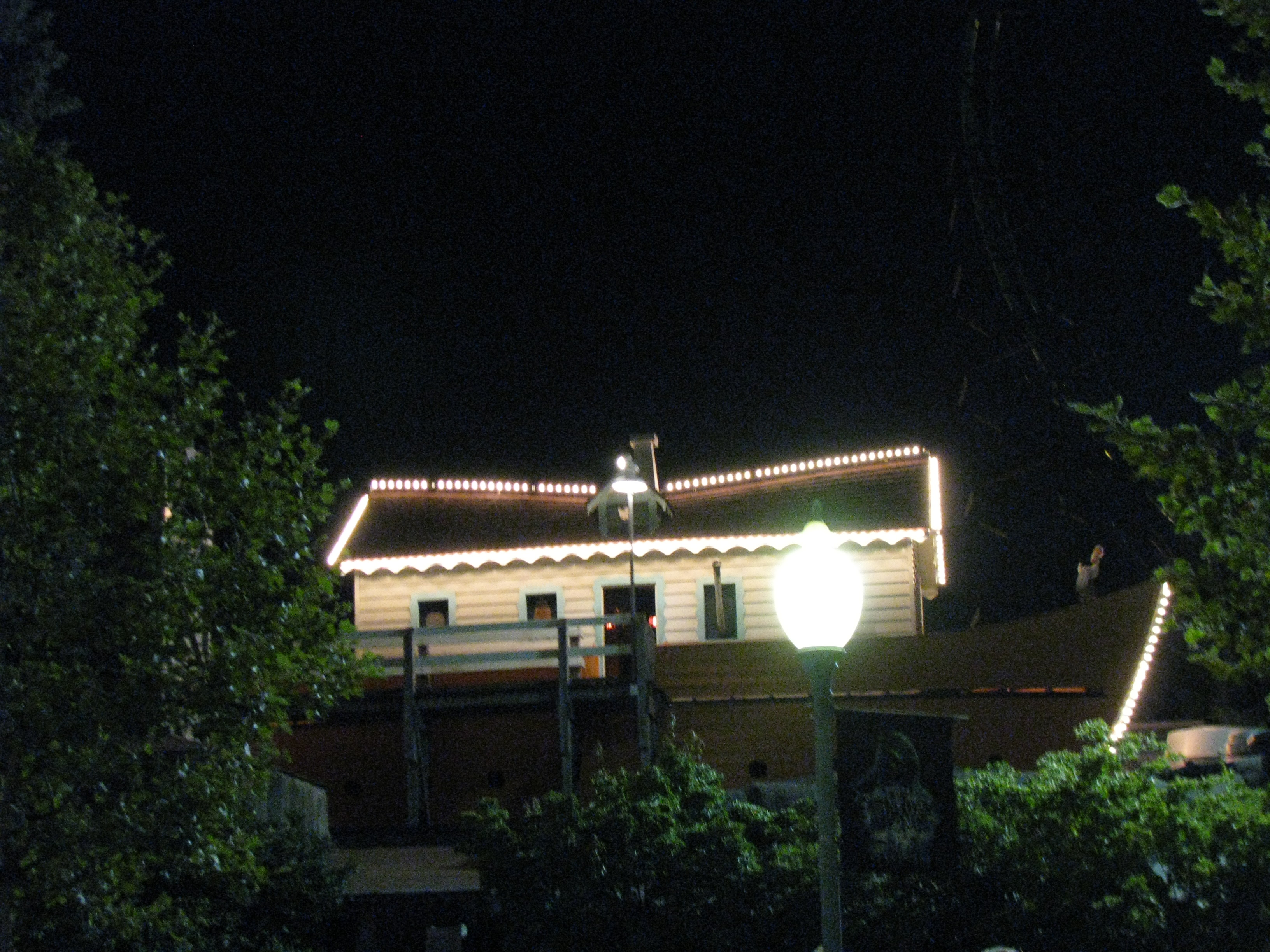
Noah's Ark à Kennywood